# Mequinensa / Mequinenza
Mequinensa / Mequinenza är en ort i Spanien.   Den ligger i provinsen Provincia de Zaragoza och regionen Aragonien, i den östra delen av landet, 400 km öster om huvudstaden Madrid. Mequinensa / Mequinenza ligger 80 meter över havet och antalet invånare är 2 479.
Terrängen runt Mequinensa / Mequinenza är huvudsakligen lite kuperad. Mequinensa / Mequinenza ligger nere i en dal. Runt Mequinensa / Mequinenza är det glesbefolkat, med 9 invånare per kvadratkilometer. Närmaste större samhälle är Fraga, 17,2 km norr om Mequinensa / Mequinenza. Omgivningarna runt Mequinensa / Mequinenza är i huvudsak ett öppet busklandskap.